# Taiwo Awoniyi
Taiwo Micheal Awoniyi (Ilorin, 12 de agosto de 1997) é um futebolista profissional nigeriano que atua como centroavante. Atualmente joga pelo Nottingham Forest, clube da Premier League, e representa a Seleção Nigeriana.

## Carreira

### Início de Carreira
Em 2010, Awoniyi foi eleito MVP de um torneio de futebol organizado pela Coca-Cola em Londres. O futebolista Seyi Olofinjana, impressionado pelas suas performances, convidou Taiwo a juntar-se à Imperial Soccer Academy, na Nigéria.

### Liverpool
A 31 de agosto de 2015, Awoniyi foi contratado pelo clube inglês Liverpool, por cerca de 400.000 libras, sendo imediatamente emprestado ao clube alemão FSV Frankfurt até ao final da temporada 2015–16.

#### Empréstimos ao FSV Frankfurt e NEC Nijmegen
A 27 de outubro de 2015, Awoniyi fez a sua estreia profissional pelo FSV Frankfurt, entrando como suplente no prolongamento de uma derrota por 2–1 frente ao Hertha BSC, na DFB-Pokal. A 19 de fevereiro de 2016, fez a sua estreia na 2. Bundesliga, jogando 89 minutos de uma vitória por 3–1 sobre o St. Pauli. A 18 de março, marcou o seu primeiro golo profissional, num empate por 2–2 frente ao Heidenheim. No fim da temporada, o FSV Frankfurt desceu de divisão, e Awoniyi regressou ao Liverpool.[carece de fontes?]
A 26 de agosto de 2016, Awoniyi foi emprestado à equipa holandesa NEC Nijmegen até ao final da temporada 2016–17. A 10 de setembro, fez a sua estreia na Eredivisie, numa derrota por 4–0 frente ao PSV, tendo sido substituído aos 72 minutos de jogo por Michael Heinloth. No final da época, o NEC foi despromovido à Eerste Divisie - a 2ª descida de divisão consecutiva para Taiwo.

#### Empréstimos ao RE Mouscron e Gent
Em julho de 2017, Awoniyi foi emprestado ao clube belga Royal Excel Mouscron até ao final da temporada 2017–18. Fez a sua a 12 de agosto, marcando aos 22 minutos de uma vitória por 2–0 sobre o Lokeren.
A 17 de julho de 2018, Awoniyi renovou contrato pelo Liverpool. A 23 de julho, Taiwo foi emprestado a outro clube belga, o Gent, até ao fim da temporada 2018–19. A 11 de janeiro de 2019, o empréstimo ao Gent foi cancelado, e o nigeriano foi emprestado novamente ao RE Mouscron até ao final da época.
Em abril de 2019, Awoniyi revelou que a dificuldade em arranjar um visto de trabalho no Reino Unido poderia impedi-lo de alguma vez jogar pelo Liverpool.

#### Empréstimos ao Mainz e Union Berlin
A 6 de agosto de 2019, o Liverpool emprestou Awoniyi ao Mainz 05, da Bundesliga, até ao final da temporada 2019–20. Em junho de 2020, Taiwo foi hospitalizado após sofrer uma concussão grave numa derrota por 1–0 frente ao Augsburg, no campeonato.
A 19 de setembro de 2020, Awoniyi foi emprestado pela 7ª vez na sua carreira, desta vez ao Union Berlin, da Bundesliga, até ao final da temporada 2020–21.

### Union Berlin
A 20 de julho de 2021, Awoniyi transferiu-se permanentemente para o Union Berlin, com o clube alemão a pagar 6,5 milhões de libras ao Liverpool pelo nigeriano. Os Reds mantiveram direito a 10% de uma futura venda.

### Nottingham Forest
A 25 de junho de 2022, Awoniyi transferiu-se para o Nottingham Forest, recém-promovido à Premier League, a troco de 17 milhões de libras, tornando-se a contratação mais cara da história do clube. O nigeriano assinou um contraro de 5 anos. A 14 de agosto, Taiwo marcou o seu primeiro golo na Premier League, numa vitória por 1–0 sobre o West Ham. A 22 de outubro, marcou o único golo do jogo numa vitória em casa sobre o seu ex-clube Liverpool. No final da temporada, Awoniyi marcou 6 golos em 4 jogos, incluíndo numa vitória caseira por 1–0 sobre o Arsenal, a 20 de maio de 2023, que garantiu a manutenção do Nottingham Forest na Premier League.
No dia 11 de maio de 2025, Awoniyi sofreu uma lesão abdominal grave durante uma partida contra o Leicester. Dois dias depois, em 13 de maio de 2025, o clube anunciou que Awoniyi havia sido colocado em coma induzido e estava se recuperando na UTI após uma cirurgia urgente.

## Carreira Internacional
Awoniyi representou Nigéria Sub-17 no Mundial Sub-17 de 2013, onde marcou 4 golos e conquistou o torneio. Posteriormente, com Nigéria Sub-20 venceu a Taça das Nações Africanas Sub-20 de 2015, disputada no Senegal; e participou no Mundial Sub-20 de 2015, jogado na Nova Zelândia.
A 12 de abril de 2015, Awoniyi bisou na sua estreia pelos Sub-23 da Nigéria, frente à Zâmbia, ajudando a equipa a qualificar-se para os Campeonato Africano de Futebol Sub-23 de 2015.
Awoniyi foi incluído na pré-convocatória de 35 jogadores da Nigéria para os Jogos Olímpicos de 2016, mas acabou excluído da convocatória final.
No final de 2021, Gernot Rohr convocou, pela primeira vez, Awoniyi para a Seleção principal da Nigéria, para jogos de qualificação para o Mundial 2022. O ponta-de-lança fez a sua estreia internacional sénior a 8 de outubro, numa derrota por 1–0 frente à República Centro-Africana. Awoniyi foi convocado para a Taça das Nações Africanas de 2021, onde foi a principal referência ofensiva da equipa. O seu único golo no torneio surgiu na fase de grupos, numa vitória por 3–1 sobre o Sudão.

## Estilo de Jogo
O estilo de jogo de Awoniyi já foi comparado ao de Rashidi Yekini, melhor marcador de sempre da Seleção Nigeriana.

## Vida Pessoal
Awoniyi tem uma irmã gémea chamada Kehinde.
Em 2018, casou-se com a sua parceria Taiwo Jesudun, organizando um casamento tradicional em Kabba a 15 de junho, seguido por um white wedding a 16 de junho, em Ilorin.

## Estatísticas de Carreira
- Atualizado até 28 de maio de 2023[39]

| Clube                | Temporada         | Campeonato         | Campeonato | Campeonato | Taça  | Taça  | Taça da Liga | Taça da Liga | Competições Europeias | Competições Europeias | Outros | Outros | Total | Total |
| Clube                | Temporada         | Liga               | Jogos      | Golos      | Jogos | Golos | Jogos        | Golos        | Jogos                 | Golos                 | Jogos  | Golos  | Jogos | Golos |
| -------------------- | ----------------- | ------------------ | ---------- | ---------- | ----- | ----- | ------------ | ------------ | --------------------- | --------------------- | ------ | ------ | ----- | ----- |
| Liverpool            | 2015–16           | Premier League     | 0          | 0          | 0     | 0     | 0            | 0            | 0                     | 0                     | —      | —      | 0     | 0     |
| Liverpool            | 2016–17           | Premier League     | 0          | 0          | 0     | 0     | 0            | 0            | 0                     | 0                     | —      | —      | 0     | 0     |
| Liverpool            | 2017–18           | Premier League     | 0          | 0          | 0     | 0     | 0            | 0            | 0                     | 0                     | —      | —      | 0     | 0     |
| Liverpool            | 2018–19           | Premier League     | 0          | 0          | 0     | 0     | 0            | 0            | 0                     | 0                     | —      | —      | 0     | 0     |
| Liverpool            | 2019–20           | Premier League     | 0          | 0          | 0     | 0     | 0            | 0            | 0                     | 0                     | —      | —      | 0     | 0     |
| Liverpool            | 2020–21           | Premier League     | 0          | 0          | 0     | 0     | 0            | 0            | 0                     | 0                     | —      | —      | 0     | 0     |
| Liverpool            | Total             | Total              | 0          | 0          | 0     | 0     | 0            | 0            | 0                     | 0                     | 0      | 0      | 0     | 0     |
| FSV Frankfurt (emp.) | 2015–16           | 2. Bundesliga      | 13         | 1          | 1     | 0     | —            | —            | —                     | —                     | —      | —      | 14    | 1     |
| NEC Nijmegen (emp)   | 2016–17           | Eredivisie         | 18         | 2          | 1     | 0     | —            | —            | —                     | —                     | 3      | 1      | 22    | 3     |
| RE Mouscron (emp.)   | 2017–18           | Jupiler Pro League | 27         | 7          | 2     | 1     | —            | —            | —                     | —                     | 2      | 2      | 31    | 10    |
| Gent (emp.)          | 2018–19           | Jupiler Pro League | 16         | 0          | 2     | 2     | —            | —            | 4                     | 1                     | —      | —      | 22    | 3     |
| RE Mouscron (emp.)   | 2018–19           | Jupiler Pro League | 9          | 7          | 0     | 0     | —            | —            | —                     | —                     | 7      | 4      | 16    | 11    |
| Mainz 05 (emp.)      | 2019–20           | Bundesliga         | 12         | 1          | 0     | 0     | —            | —            | —                     | —                     | —      | —      | 12    | 1     |
| Union Berlin (emp.)  | 2020–21           | Bundesliga         | 21         | 5          | 1     | 0     | —            | —            | —                     | —                     | —      | —      | 22    | 5     |
| Union Berlin         | 2021–22           | Bundesliga         | 31         | 15         | 4     | 1     | —            | —            | 8                     | 4                     | —      | —      | 43    | 20    |
| Nottingham Forest    | 2022–23           | Premier League     | 27         | 10         | 0     | 0     | 3            | 1            | —                     | —                     | —      | —      | 30    | 11    |
| Total de Carreira    | Total de Carreira | Total de Carreira  | 174        | 48         | 11    | 4     | 3            | 1            | 12                    | 5                     | 12     | 7      | 212   | 65    |

1. ↑  Inclui DFB-Pokal, KNVB Beker e Taça da Bélgica
2. ↑  Inclui EFL Cup
3. ↑  Jogos nos play-offs de despromoção da Eredivisie
4. 1 2  Jogos nos play-offs de qualificação para a Liga Europa da Jupiler Pro League
5. ↑  Jogos na Liga Europa
6. ↑  Jogos na Liga Conferência

## Títulos
Nigéria Sub-17
- Mundial Sub-17: 2013

Nigéria Sub-20
- Taça das Nações Africanas Sub-20: 2015

Individual
- Equipa do Torneio da Taça das Nações Africanas Sub-20: 2015[40]